# كأس التحدي الإسكتلندي 2014–15
كأس التحدي الإسكتلندي 2014–15 (بالإنجليزية: 2014–15 Scottish Challenge Cup)‏ هو الموسم 24 من كأس التحدي الإسكتلندي ‏. أقيم خلال الفترة 26 يوليو 2014 وحتى 5 أبريل 2015، وأشرف على تنظيمه الدوري الاسكتلندي للمحترفين لكرة القدم، وكان عدد الأندية المشاركة فيه 32، وفاز فيه نادي ليفينغستون لكرة القدم.